# Struga Banska
Struga Banska je naselje u Republici Hrvatskoj, u sastavu Općine Dvor, Sisačko-moslavačka županija. 

## Povijest
Tijekom Domovinskog rata, 26. srpnja 1991., u Strugi se odvila bitka kojom su hrvatski policajci zaustavili daljnje napredovanje srpskih pobunjenika, a time i okupacija hrvatskog Pounja. Bio je to prvi poraz srpskih pobunjenika u Pounju. U bitci i pokolju zarobljenih hrvatskih redarstvenika koji je uslijedio, ukupno je stradalo 13 osoba.

## Stanovništvo
Prema popisu stanovništva iz 2001. godine, naselje je imalo 161 stanovnika te 67 obiteljskih kućanstava.
| broj stanovnika | 221   | 239   | 245   | 301   | 314   | 342   | 365   | 373   | 356   | 315   | 297   | 290   | 278   | 254   | 161   | 115   | 67    |
|                 | 1857. | 1869. | 1880. | 1890. | 1900. | 1910. | 1921. | 1931. | 1948. | 1953. | 1961. | 1971. | 1981. | 1991. | 2001. | 2011. | 2021. |